# Casa-fàbrica Palau
La casa-fàbrica Palau era un conjunt d'edificis situats al carrer de la Reina Amàlia, Hort de la Bomba i Carretes del Raval de Barcelona, actualment desaparegut.

## Història

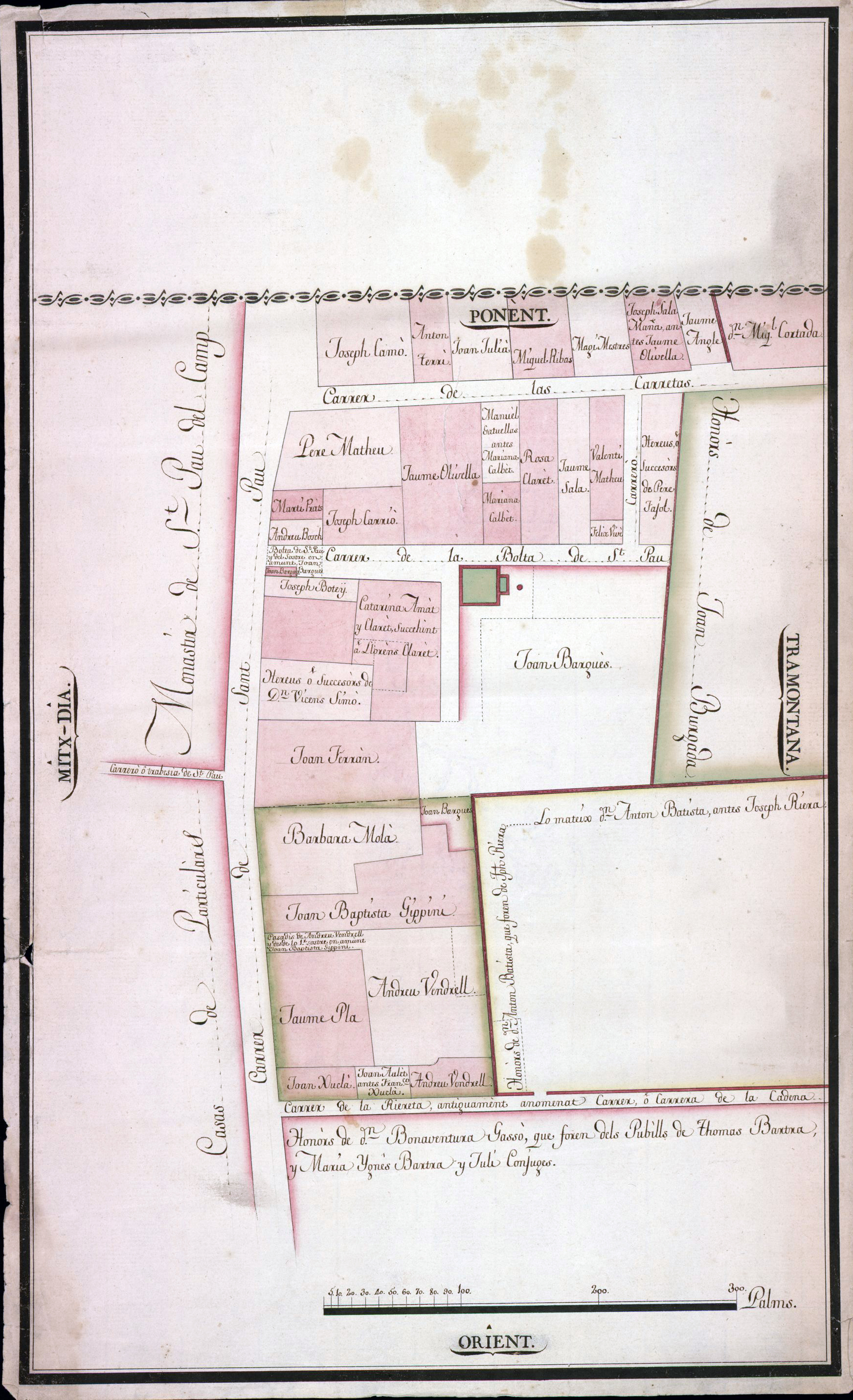
Parcel·lari amb les propietats de Jaume Anglà i Miquel de Cortada (c. 1800)

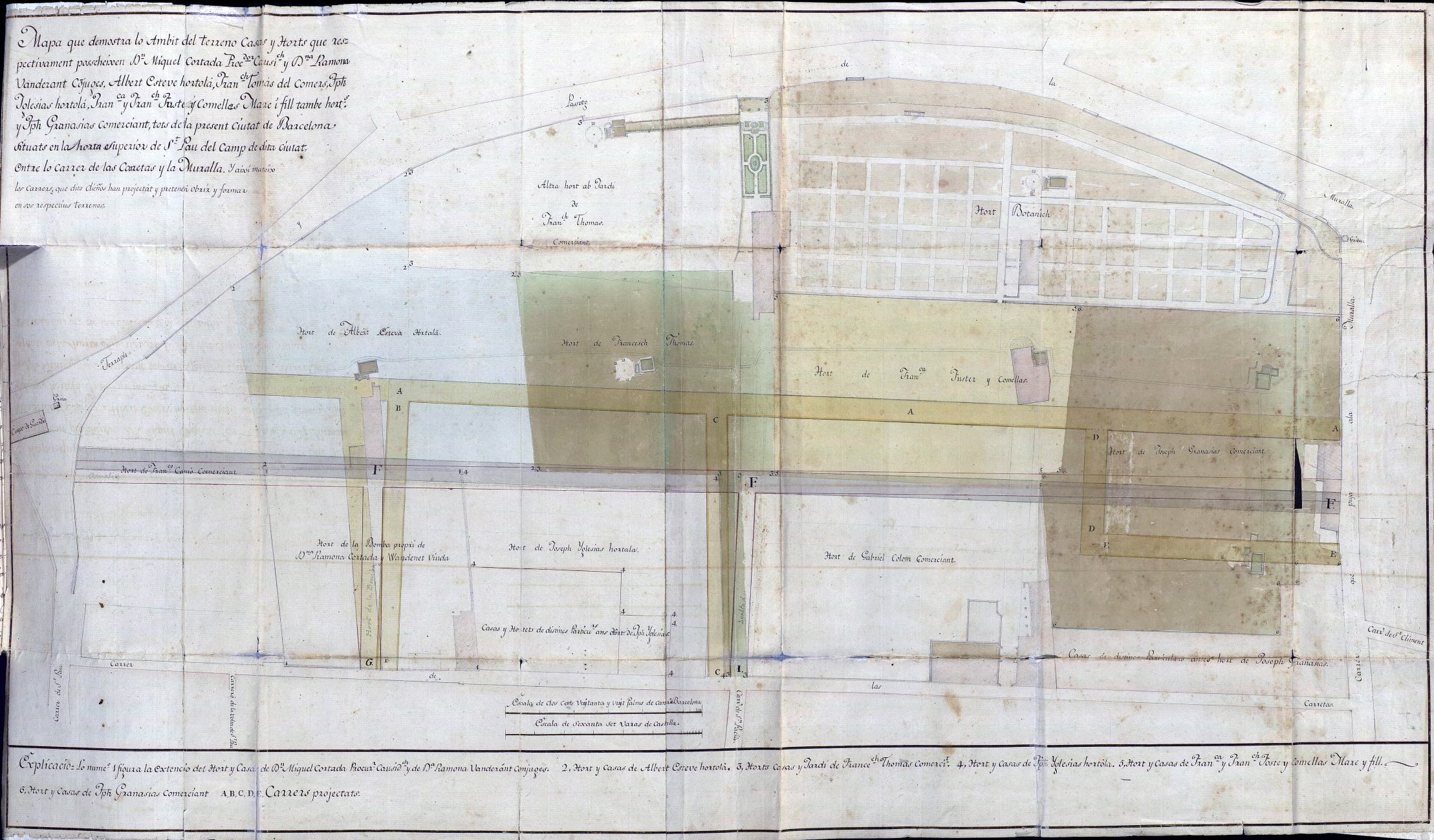
Projecte d'obertura dels carrers de la Reina Amàlia, Hort de la Bomba i Lleialtat (1807). S'hi pot llegir «Hort de la Bomba propi de D^{na} Ramona Cortada y Wandenet Viuda»

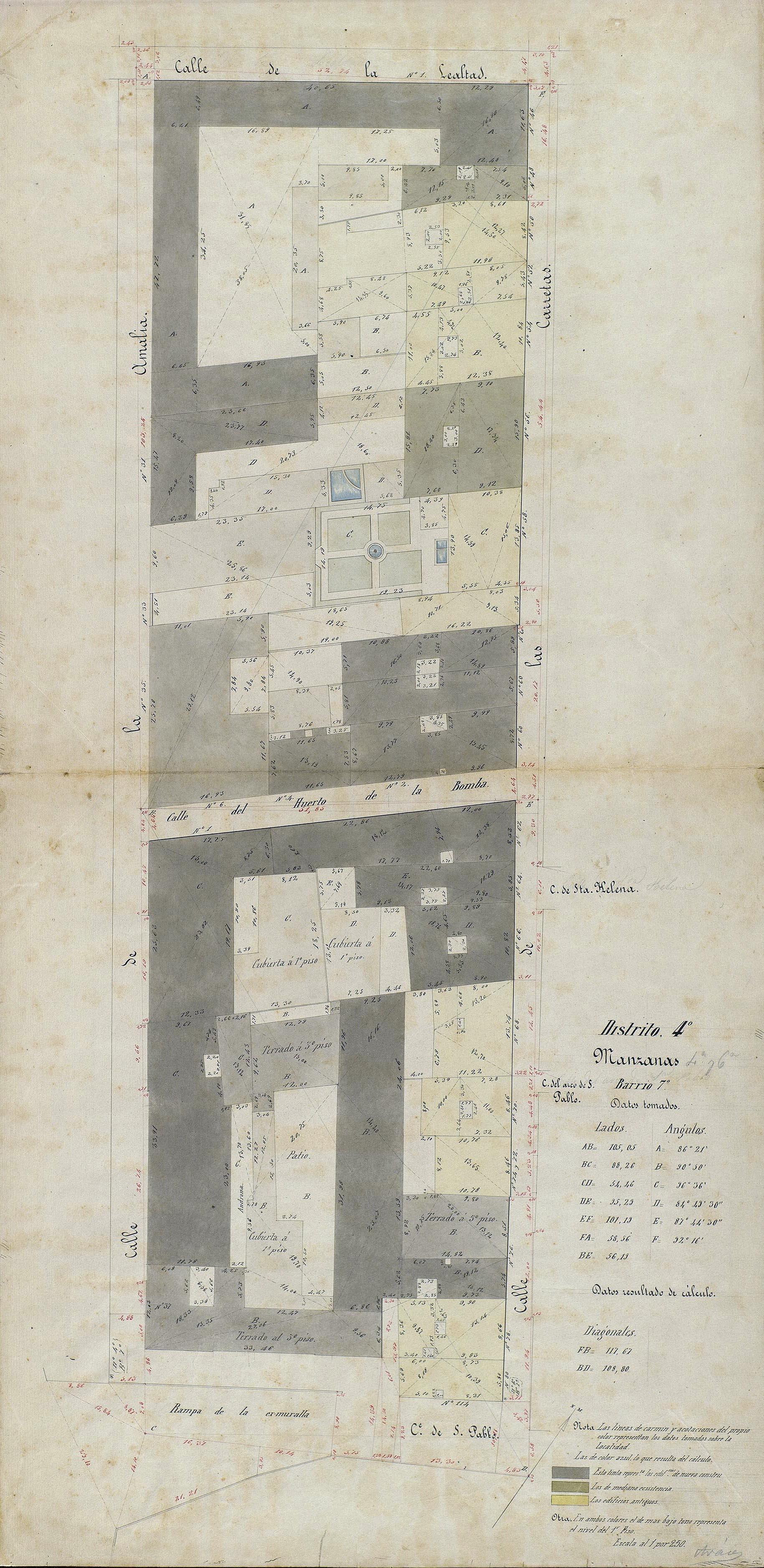
Quarteró núm. 106 de Garriga i Roca (c. 1860)

El 1827, el candeler de cera Joaquim Palau i Cervera va adquirir una casa-fàbrica al carrer de les Carretes a Josepa Dalmau, vídua del també cerer Jaume Anglà, i el 1829 va demanar permís per a reedificar-la, segons el projecte del mestre de cases Jeroni Vidal. El 1832 va demanar permís per a destapiar-ne un portal, segons el projecte del mestre de cases Domènec Vidal, fill de l'anterior.
El 1835, mitjançant uns intermediaris, va adquirir en emfiteusi uns terrenys de l'advocat tarragoní Josep Francesc Besora, i el 1836, va presentar el projecte d'una casa-fàbrica de planta baixa i dos pisos al carrer de la Reina Amàlia, del mateix estil que la veïna Dotres i Clavé, ambdues obra de l'arquitecte Josep Buxareu i Gallart. Aquell mateix any, va establir un conveni amb els seus creditors, i el 1839, va posar en venda les seves propietats. El 1838 va adquirir (també a través d'un intermediari) una altra parcel·la a les filles del difunt advocat, i va vendre una part dels seus terrenys a l'interior d'illa a la societat Dotres i Clavé.
El 1840, va demanar permís per a construir un nou cos d'edifici als carrers de la Reina Amàlia i de l'Hort de la Bomba, i un altre a aquest darrer i el de Carretes, ambdós projectats pel mateix arquitecte. Aquell mateix, va llogar la seva fàbrica (encara en construcció) a l'indià Marià Sirvent i Urgellés, de l'Havana, per 5 anys, a raó de 1.200 lliures per any, i a Ramon Sirvent per altres 5 anys en les mateixes condicions. Pel que sembla, Palau es va associar amb els Sirvent i Josep Maria Serra i Muñoz, de Xile, per a crear la societat Marià Sirvent i Cia, dedicada a la filatura del cotó i amb un capital de 30.000 duros, que el 1842 hi va fer instal·lar una màquina de vapor de 12 CV. El 1844, l'empresa va presentar a l'Exposició Industrial de Barcelona, i segons les «Estadístiques» del 1850, estava equipada amb 720 fusos de mule-jennies i 22 treballadors, i tenia una altra filatura més gran al carrer de la Riereta. El 17 de juny del 1855 hi hagué un incendi en un magatzem de cotó a les golfes, però va ser sufocat sense grans pèrdues.
El 1863 hi havia la filatura de Joan Muntadas i Cia, i posteriorment, la fàbrica de pintes i lliços de Fàbrega, Jordà i Cia.
El 1988, les restes del conjunt, reduïdes a la casa del carrer de les Carretes i una planta baixa a la resta, juntament amb la resta d'edificacions de l'illa, foren adquirides per l'empresa mixta REGESA, que el 1991, un cop lliures de llogaters, les va revendre a la immobiliària INPAUSA, societat participada per la mateixa empresa i una filial de la Caixa de Catalunya, i que fou dissolta el 1994. El 1996 es va aprovar l'Estudi de Detall de l'illa formada pels carrers de Sant Pau, Reina Amalia, Hort de la Bomba i Carretes, que mantenia la façana dels carrers de Sant Pau i de la Reina Amàlia, i finalment, el 1998 l'empresa Preyco 44 hi va construir una promoció de 96 habitatges, projectats per l'arquitecte Òscar Tusquets.